# La Malédiction des Dunois
Pour plus de détails, voir Fiche technique et Distribution.
La Malédiction des Dunois est une comédie policière française réalisée par Patrice Blanchard sortie en 2022 et entièrement tournée dans le département du Loiret.

## Synopsis
Un capitaine de gendarmerie, humoriste à ses heures, est désigné pour mener l'enquête à la suite d'un meurtre commis à Beaugency. Il est entouré de son supérieur, qui n'attend que son départ en retraite, d'une collègue haute en couleur, et d'une gendarmette prometteuse, pour dénouer une intrigue historique mêlant blason, boîte à musique, secte mystérieuse et parchemin datant du XVe.

## Fiche technique
- Titre original : La Malédiction des Dunois
- Réalisation : Patrice Blanchard
- Assistants à la réalisation : Quentin Delépine et Victor Lepage
- Scénario : Patrice Blanchard
- Adaptation et dialogues : Patrice Blanchard, Quentin Delépine et Alexis Ramos
- Musique : Thibaut Vuillermet
- Bande originale : Orchestre symphonique L'Inattendu, direction Clément Joubert
- Décors : Ludovic Meunier
- Maquillage : Chloé Vernade
- Photographie et post-production : Valentin Boubault
- Son et assistant de production : Bastien Quatrehomme
- Script : Nolwenn Hervio
- Régie générale : Quentin Quatrehomme
- Montage : Valentin Boubault
- Producteur : Patrice Blanchard
- Sociétés de production : 3Cats Films
- Société de distribution : 3Cats Films (France, 2022)
- Pays :  France
- Langue originale : français
- Format : couleur — 2.35 : 1
- Genre : Comédie policière
- Durée : 84 minutes
- Visa d'exploitation : n° 157 916
- Dates de sortie :
  - France :
    - 26 octobre 2022 (en salles)
    - 15 mars 2023 (en DVD)

## Distribution
- Alexis Ramos : Paul Juve
- Yves Poulin : Commissaire Pivert
- Christine Levée : Isabelle Jambier
- Paula Dartigues : Juliette
- Mathieu Jouanneau : Christian Barnier
- Virgile Frannais : Stanislas Lefort
- Nadine Drouelle : La clocharde
- Quentin Delépine : Guillaume Daubray-Lacase
- Aline Bourgoin : La procureure
- Mireille Boucheton : Jeanne Monestier
- Annie Dacher : Annie Pivert
- Maggy Doussot : Josette
- Philippe Bourdon : Le boucher
- Victor Leroy : Le boucher / un moine